# Парламентарна република
Парламентарна република или парламентарна уставна република је облик републике која дјелује под парламентарним системом власти, гдје легитимитет извршна власт (влада) добија од законодавне власти (скупштина). Постоји велики број различитих парламентарних република. Већина има јасну разлика између шефа владе и шефа државе; гдје шеф владе држи стварну власт, баш као у уставним монархијама. Неке имају спојене улоге шефа државе и шефа владе, као у предсједничком систему, али са зависношћу од законодавне власти.

## Историјски развој
Типично, парламентарне републике су државе које су раније биле уставне монархије са парламентарним системом, са положајем шефа државе који је додељен монарху.
Након пораза Наполеона III у француско-пруском рату, Француска је поново постала република – Француска Трећа република – 1870. Председник Треће републике је имао знатно мања извршна овлашћења од оних у претходне две републике. Трећа република је трајала до инвазије Француске од стране нацистичке Немачке 1940. Након завршетка рата, Француска Четврта република је конституисана на сличан начин 1946. Четврта република је доживела еру великог економског раста у Француској и обнове друштвене институције и индустрија нације после рата, и одиграла је важну улогу у развоју процеса европских интеграција, који су трајно променили континент. Било је покушаја да се ојача извршна власт како би се спречила нестабилна ситуација која је постојала пре рата, али је нестабилност остала, и у Четвртој републици су се често мењале власти – било је 20 влада за десет година. Поред тога, влада се показала неспособном да донесе ефикасне одлуке у вези са деколонизацијом. Као резултат тога, Четврта република је пропала и оном што су неки критичари сматрали де факто државним ударом, накнадно легитимизованим референдумом 5. октобра 1958, довело је до успостављања Француске Пете републике 1959. године.

## Списак савремених парламентарних република и сродних система
| Пуне парламентарне републике | Пуне парламентарне републике                              | Пуне парламентарне републике | Пуне парламентарне републике  | Пуне парламентарне републике                        | Пуне парламентарне републике                                                                             | Пуне парламентарне републике |
| Земља                        | Шеф државе                                                | Шеф државе изабран од | Камерална структура           | Усвојена парламентарна република                    | Претходни облик владе                                                                                    | Напомене |
| ---------------------------- | --------------------------------------------------------- | --- | ----------------------------- | --------------------------------------------------- | --- | --- |
| Албанија                     | Илир Мета                                                 | Парламент, већином од три петине | Једнодомни                    | 1991                                                | Једнопартијска држава                                                                                    | |
| Јерменија                    | Вахагн Качатурјан                                         | Парламент, апсолутном већином | Једнодомни                    | 2018                                                | Полупредседнички систем                                                                                  | |
| Аустрија                     | Александер Ван дер Белен                                  | Директни избори, двокружним системом | Дводомни                      | 1945                                                | Једнопартијска држава (као део Нацистичке Немачке, погледајте Anschluss)                                 | |
| Бангладеш                    | Абдул Хамид                                               | Парламент | Једнодомни                    | 1991                                                | Председничка република                                                                                   | |
| Барбадос                     | Сандра Мејсон                                             | Парламент, двотрећинском већином ако нема заједничке номинације                                                                           | Дводомни                      | 2021                                                | Уставна монархија (Крунске земље Комонвелта)                                                             | |
| Босна и Херцеговина          | Кристијан Шмит Милорад Додик Шефик Џаферовић Жељко Комшић | Директан избор колективног шефа државе, гласањем већинског изборног система                                                               | Дводомни                      | 1991                                                | Једнопартијска држава (део Југославије)                                                                  | |
| Бугарска                     | Rumen Radev                                               | Директни избори, по систему два круга | Једнодомни                    | 1991                                                | Једнопартијска држава                                                                                    | |
| Република Кина               | Цај Ингвен                                                | Директни извори, већинским изборним системом Номинално Народном скупштином                                                                | Једнодомни Номинално тродомни | 1946 Само номинално парламентарна република од 1996 | Једнопартијска војна диктатура (континентална Кина) Уставна монархија (Тајван као део Јапанског царства) | Номинално; Устав је делимично замењен додатним члановима који предвиђају полупредседничку републику са директним председничким изборима и једнодомним законодавством. Ови додатни чланци имају клаузулу о застаревању која ће их укинути у случају хипотетичког обнављања царске владавине у континенталној Кини. |
| Хрватска                     | Зоран Милановић                                           | Директни избори, по систему два круга | Једнодомни                    | 2000                                                | Полупредседнички систем                                                                                  | |
| Чешка                        | Милош Земан                                               | Директни избори, по систему у два круга (од 2013; раније парламент, већином)                                                              | Дводомни                      | 1993                                                | Парламентарна република (део Чехословачке)                                                               | |
| Доминика                     | Чарлс Саварин                                             | Парламент, већином | Једнодомни                    | 1978                                                | Придружена држава Уједињеног Краљевства                                                                  | |
| Естонија                     | Алар Карис                                                | Парламент, двотрећинском већином | Једнодомни                    | 1991                                                | Председничка република, после тога окупирана једнопартијском државом                                     | |
| Етиопија                     | Сахле-Ворк Завде                                          | Парламент, двотрећинском већином | Дводомни                      | 1991                                                | Једнопартијска држава                                                                                    | |
| Фиџи                         | Вилијам Катонивер                                         | Парламент, већином | Једнодомни                    | 2014                                                | Војна диктатура                                                                                          | |
| Финска                       | Саули Нинисте                                             | Директни избори, по систему два круга | Једнодомни                    | 2000                                                | Полупредседнички систем                                                                                  | |
| Грузија                      | Салом Зоурабичвили                                        | Изборни колегијум (парламент и регионални делегати), апсолутном већином                                                                   | Једнодомни                    | 2018                                                | Полупредседнички систем                                                                                  | |
| Немачка                      | Франк-Валтер Стајнмејер                                   | Савезна скупштина (парламент и државни делегати), апсолутном већином                                                                      | Дводомни                      | 1949                                                | Једнопартијска држава                                                                                    | |
| Грчка                        | Катерина Сакеларопулу                                     | Парламент, већином | Једнодомни                    | 1975                                                | Војна диктатура; уставна монархија                                                                       | |
| Мађарска                     | Каталин Новак                                             | Парламент, већином | Једнодомни                    | 1990                                                | Једнопартијска држава (Народна Република Мађарска)                                                       | |
| Исланд                       | Гвидни Јоуханесон                                         | Директни избори, већинским изборним системом.                                                                                             | Једнодомни                    | 1944                                                | Уставна монархија (у персонална унија са Данском)                                                        | |
| Индија                       | Рам Нат Ковинд                                            | Парламент и државно законодавно тело, у другом кругу гласања                                                                              | Дводомни                      | 1950                                                | Уставна монархија (британски доминион)                                                                   | |
| Ирак                         | Бархам Салих                                              | Парламент, двотрећинском већином | Једнодомни                    | 2005                                                | Једнопартијска држава                                                                                    | |
| Ирска                        | Мајкл Хигинс                                              | Директни избори, тренутним другим кругом гласања                                                                                          | Дводомни                      | 1949                                                | До 1936: уставна монархија (британски доминион) 1936–1949: двозначано                                    | |
| Израел                       | Исак Херзог                                               | Парламент, већином | Једнодомни                    | 2001                                                | Полупарламентарна република                                                                              | |
| Италија                      | Серђо Матарела                                            | Делегати парламента и региона, апсолутном већином                                                                                         | Дводомни                      | 1946                                                | Уставна монархија                                                                                        | Премијер зависи од поверења оба дома парламента. |
| Косово                       | Вјоса Османи                                              | Парламент, двотрећинском већином; простом већином, на трећем гласању, ако ниједан кандидат не постигне наведену већину у прва два гласања | Једнодомни                    | 2008                                                | Косово под управом УН (формално део Србије)                                                              | |
| Летонија                     | Егилс Левитс                                              | Парламент | Једнодомни                    | 1991                                                | Председничка република, након тога окупирана од стране једнопартијске државе                             | |
| Либан                        | Мишел Аун                                                 | Парламент | Једнодомни                    | 1941                                                | Протекторат (Француски мандат Либана)                                                                    | |
| Малта                        | Џорџ Вела                                                 | Парламент, већином | Једнодомни                    | 1974                                                | Уставна монархија (Крунске земље Комонвелта)                                                             | |
| Маурицијус                   | Притварајсинг Рупун                                       | Парламент, већином | Једнодомни                    | 1992                                                | Уставна монархија (Крунске земље Комонвелта)                                                             | |
| Молдавија                    | Маја Санду                                                | Директни избори, по систему у два круга (од 2016; раније парламентом, већином од три петине)                                              | Једнодомни                    | 2001                                                | Полупредседнички систем                                                                                  | |
| Црна Гора                    | Мило Ђукановић                                            | Директни избори, по систему два круга | Једнодомни                    | 1992                                                | Једнопартијска држава (део Југославије, а после Србије и Црна Горе)                                      | |
| Непал                        | Бидја Деви Бхандари                                       | Парламент и државни законодавци | Дводомни                      | 2008                                                | Уставна монархија                                                                                        | |
| Северна Македонија           | Гордана Силјановска Давкова                               | Директни избори, по систему два круга | Једнодомни                    | 1991                                                | Једнопартијска држава (део Југославије)                                                                  | |
| Пакистан                     | Ариф Алви                                                 | Парламент и државни законодавци, у другом кругу гласања                                                                                   | Дводомни                      | 2010                                                | Скупштина независна република                                                                            | |
| Пољска                       | Анджеј Дуда                                               | Директни избори, већином | Дводомни                      | 1989                                                | Једнопартијска држава (Народна Република Пољска)                                                         | Пољска је такође идентификована као де факто полупредседничка република пошто председник врши неки облик управљања и именује премијера за шефа владе. Одлука је потом предмет гласања о поверењу у парламенту. |
| Самоа                        | Туималеалифано Ваалетоа Суалауви II                       | Парламент | Једнодомни                    | 1960                                                | Повереничка територија Новог Зеланда                                                                     | |
| Србија                       | Александар Вучић                                          | Директни избори, по систему два круга | Једнодомни                    | 1991                                                | Једнопартијска држава (део Југославије, након Србије и Црна Горе)                                        | |
| Сингапур                     | Халима Јакоб                                              | Директни избори (од 1993) | Једнодомни                    | 1965                                                | Држава Малезија                                                                                          | |
| Словачка                     | Зузана Чапутова                                           | Директни избори, по систему у два круга (од 1999; раније у парламенту)                                                                    | Једнодомни                    | 1993                                                | Парламентарна Република (део Чехословачке)                                                               | |
| Словенија                    | Борут Пахор                                               | Директни избори, по систему два круга | Дводомни                      | 1991                                                | Једнопартијска држава (део Југославије)                                                                  | |
| Сомалија                     | Мохамед Абдуллахи Мохамед                                 | Парламент | Дводомни                      | 2012                                                | Једнопартијска држава                                                                                    | |
| Тринидад и Тобаго            | Пула-Мае Викс                                             | Парламент | Дводомни                      | 1976                                                | Уставна монархија (Крунске земље Комонвелта)                                                             | |
| Вануату                      | Талис Обед Мосес                                          | Председници парламента и регионалних савета, већином                                                                                      | Једнодомни                    | 1980                                                | Британско-Француски кондоминијум (Нови Хебриди)                                                          | |